# Runaway (sèrie de videojocs)
Runaway és una trilogia de videojocs d'aventura desenvolupada per l'estudi espanyol Péndulo Studios i publicada a França per Focus Home Interactive. Els tres jocs d'aquesta sèrie van ser publicats entre 2003 i 2009. Originalment desenvolupades per a PC, es van fer adaptacions per a Nintendo DS i Wii per al segon episodi, així com una adaptació per a Nintendo DS per al tercer.

## Jocs
- 2003: Runaway: A Road Adventure
- 2006: Runaway 2: The Dream of the Turtle
- 2009: Runaway: A Twist of Fate